# Сясьстройское городское поселение
Сясьстро́йское городское поселе́ние — муниципальное образование в составе Волховского района Ленинградской области. Административный центр — город Сясьстрой.

## Географические данные
Расположено в центральной части района, вдоль южного берега Ладожского озера, в устье реки Сясь.
По территории поселения проходят автодороги:
- Р21 (E 105) «Кола» (Санкт-Петербург — Петрозаводск — Мурманск)
- 41К-056 (Сясьстрой — Колчаново — Усадище)
- 41К-197 (Колчаново — Сясьстрой)

Расстояние от административного центра поселения до районного центра — 40 км.

## История
Сясьстройское городское поселение образовано 1 января 2006 года в соответствии с областным законом № 56-оз от 6 сентября 2004 года «Об установлении границ и наделении соответствующим статусом муниципального образования Волховский муниципальный район и муниципальных образований в его составе». В состав поселения вошёл город Сясьстрой и Пульницкая волость.

## Население
| 2006    | 2010    | 2011    | 2012    | 2013    | 2014    |
| ------- | ------- | ------- | ------- | ------- | ------- |
| 14 100  | ↗14 409 | ↘14 375 | ↘14 303 | ↘14 140 | ↗14 292 |
| 2015    | 2016    | 2017    | 2018    | 2019    | 2020    |
| ↘13 943 | ↘13 842 | ↘13 626 | ↘13 438 | ↘13 156 | ↘13 003 |
| 2021    | 2023    | 2024    | 2025    |         |         |
| ↗13 233 | ↘13 062 | ↘12 916 | ↘12 865 |         |         |

## Состав городского поселения
В состав городского поселения входят 11 населённых пунктов:
| №  | Населённый пункт | Тип населённого пункта        | Население      |
| -- | ---------------- | ----------------------------- | -------------- |
| 1  | Аврово           | посёлок                       | ↘311 (2017)    |
| 2  | Матеево          | деревня                       | ↘8 (2017)      |
| 3  | Отаево           | деревня                       | ↘10 (2017)     |
| 4  | Перевоз          | деревня                       | ↗17 (2017)     |
| 5  | Пёхалево         | деревня                       | ↗23 (2017)     |
| 6  | Подрябинье       | деревня                       | ↗41 (2017)     |
| 7  | Пульница         | деревня                       | ↘59 (2017)     |
| 8  | Рогожа           | деревня                       | ↗139 (2017)    |
| 9  | Рыжково          | деревня                       | ↗59 (2017)     |
| 10 | Судемье          | деревня                       | ↗2 (2017)      |
| 11 | Сясьстрой        | город, административный центр | ↘12 229 (2025) |